# Tomaso Filippi
Avendo per un'epoca così lunga lavorato sempre con massimo amore, non è il caso di cambio la mia professione, per cui ò stabilito di organizzarmi per poter senza pretesa d'uno stabilimento lavorare per commissioni da per me [...]»
(Tomaso Filippi, lettera autografa ai Fratelli Alinari, 20 febbraio 1895)
Tomaso Filippi (Venezia, 26 marzo 1852 – Venezia, 21 gennaio 1948) è stato un fotografo italiano.

## Notizie biografiche
È figlio di Antonio Filippi e Angela Marangoni. 
La famiglia originaria della val Zoldana si stabilì Venezia a partire dalla metà del Settecento. 
In giovane età Tomaso inizia a prestare lavoro presso la tipografia paterna, ereditata dal nonno e specializzata nella stampa di testi sacri greci (Tipografia San Giorgio) sviluppando la sua propensione per le arti figurative che lo porterà ad iscriversi fin dal 1867 alla regia Accademia di belle arti di Venezia.
Nel 1870 entra a far parte dell'atelier fotografico di Carlo Naya - uno dei più celebri d'Europa - e nel 1871 conclude i suoi studi all'Accademia.
La fotografia allora era considerata la sorella minore della pittura e il passaggio in questo ambito per Tomaso è stato del tutto naturale.
Tomaso apprende rapidamente il mestiere; in breve, da tecnico operatore diventerà direttore dello stabilimento, ricoprendo questo incarico per lungo tempo (fino al 1895, quando aprirà in proprio un negozio prima in Piazza San Marco, poi in Piazzetta dei Leoncini).
Nel 1878 si sposa con Angela Vorano. 
Nel 1882 muore Carlo Naja. Filippi (che ne pronuncia l'orazione funebre) mantiene i rapporti con gli eredi del Fotografo e continua a collaborare con Ida Lessiak, moglie di Naja.
È perciò agevolato per l'esecuzione dei lavori più importanti dello studio. Fra questi lavori cura infatti un Album per l'Esposizione Internazionale d'Arte del 1887 (l'antenata della Biennale di Venezia) ed una cartella 'Calli, Canali ed Isole della Laguna' a cura dell'editore Ongania.
Nel 1893 muore anche la Lessiak e i dissapori con il marito Antonio dal Zotto lo portano a scegliere di distaccarsi definitivamente dalla ditta. Già dal 1894 però aveva iniziato ad esercitare autonomamente.
Filippi apre anche un negozio a San Marco al civico 61 delle Procuratie Nuove, approfittando dell'occasione dell'attrezzatura proveniente in toto dallo studio Mantovani.
Nel 1907 Filippi trasferisce il negozio in Piazzetta dei Leoncini.
Dal 1925 non si occuperà più della gestione attiva della sua professione, delegando la direzione del negozio alla figlia Ida, la quale lo condurrà sino agli anni '40.

## I lavori e i soggetti
Al tradizionale vedutismo destinato al grande pubblico di turisti, negozi ed editori di cartoline, affianca una intensa attività di riproduzione di opere d'arte in musei e gallerie - il Civico Museo Correr, le Gallerie dell'Accademia di Venezia, chiese e palazzi - che lo rende celebre per perizia tecnica e stile tanto che a lui si rivolgono artisti e studiosi come Gustavo Ludwig, Pompeo Gherardo Molmenti, Adolfo Venturi, Bernard Berenson.
Tra il 1895 e il 1905 la sua ricerca si orienta alla documentazione di scene di genere popolare. Munito di attrezzatura portatile, si reca soprattutto nei quartieri popolari di Venezia di Chioggia e Pellestrina.
Parallelamente prosegue il lavoro di documentazione su commissione.
Tra i suoi committenti: fabbriche, alberghi, stabilimenti balneari, istituzioni, scuole, parrocchie... 
Attorno al 1917 sarà chiamato a documentare gli sfollati veneziani a Genova, negli ospedali militari e nei luoghi di lavoro.
Un po' alla volta però l'attività dello studio si ridimensiona per lasciar spazio alla vendita di fotografie e cartoline. Tant'è che in una foto risalente a circa gli anni '30 lo studio ci appare come un magazzino dove si vende merce assortita, da merletti e stoffe, a piccoli vetri oltre che a fotografie e cartoline.
Tomaso Filippi morirà a Venezia il 21 gennaio 1948.

## Il fondo Tomaso Filippi
Nel 1981 l'ultima figlia ancora in vita di Tomaso lascia l'intero archivio paterno in affidamento all'IRE (Istituto di Ricovero e di Educazione di Venezia) dove era ospite, come atto di riconoscenza verso l'Istituto e affinché nel contempo fosse garantita la tutela dello stesso patrimonio.
Il fondo da allora è stato studiato e pubblicato con mostre, cataloghi ed un'importante operazione di schedatura - iniziata nel 1997 e programmata fino al 2008.
Una parte del lavoro di questa schedatura è disponibile in rete all'indirizzo riportato a fondo pagina.
Il fondo si può tematicamente suddividere in diverse sezioni:
- vedute
- luoghi e monumenti di Venezia e isole
- la vita quotidiana del tempo
- il fotogiornalismo
- la guerra
- i personaggi
- le attività
- i personaggi
- le attività industriali e commerciali
- le riproduzioni di opere d'arte